# Хорошилов (хутор)
Хорошилов — хутор в Приморско-Ахтарском районе Краснодарского края.
Входит в состав Свободного сельского поселения.

## Население
| 2002 | 2010 |
| ---- | ---- |
| 136  | ↘63  |